# Norderåsen
Norderåsen är en småort som ligger högst av byarna kring Hårkan i Häggenås distrikt (Häggenås socken) i Östersunds kommun i Jämtlands län. Samhället är beläget vid Inlandsbanan ungefär fyra mil norr om Östersund.
Tidigare gick gränsen mellan Norge och Sverige över Norderåsen och då fanns här en gränsstuga med vakt.[källa behövs]
Byns största förening heter Nordanborg, och äger föreningshuset Nordanborg.